# Шершуны
Шершуны — деревня в Смоленском районе Смоленской области России. Входит в состав Талашкинского сельского поселения. По состоянию на 2010 год постоянного населения не имеет. 
Расположена в западной части области в 9 км к югу от Смоленска, в 4 км западнее автодороги А141 Орёл — Витебск, на берегу реки Сож. В 10 км северо-восточнее деревни расположена железнодорожная станция Тычинино на линии Смоленск — Рославль. 

## История
В годы Великой Отечественной войны деревня была оккупирована гитлеровскими войсками в июле 1941 года, освобождена в сентябре 1943 года. 